# آرون آيزينبيرغ
آرون آيزينبيرغ (بالإنجليزية: Aron Eisenberg)‏ هو مصور وممثل أمريكي، ولد في 6 يناير 1969 بهوليوود في الولايات المتحدة.

## أعمال

### مسلسلات
- ديب سبيس ناين

## وصلات خارجية
- آرون آيزينبيرغ على موقع IMDb (الإنجليزية)
- آرون آيزينبيرغ على موقع روتن توميتوز (الإنجليزية)
- آرون آيزينبيرغ على موقع ألو سيني (الفرنسية)
- آرون آيزينبيرغ على موقع قاعدة بيانات الفيلم (الإنجليزية)
- آرون آيزينبيرغ على موقع كينوبويسك (الروسية)